# McDonald Heights
McDonald Heights  – wzgórza między przylądkiem Cape Burks a Morris Head na wybrzeżu Ziemi Marii Byrd.

## Nazwa
Nazwa upamiętnia kapitana United States Navy Edwina A. McDonalda, zastępcę dowódcy sił wsparcia marynarki Stanów Zjednoczonych na Antarktydzie w 1962 roku i dowódcę jednostki, która badała wybrzeże Ziemi Marii Byrd w lutym 1962 roku .

## Geografia
Wzgórza między przylądkiem Cape Burks a Morris Head na wybrzeżu Ziemi Marii Byrd . Rozciągają się na przestrzeni ok. 56 km, a ich wysokość dochodzi do ponad 1000 m n.p.m.  Od południa graniczą z lodowcami – Lodowcem Hulla, Kirkpatrick Glacier i Johnson Glacier .

## Historia
McDonald Heights zostały sfotografowane z powietrza przez Amerykanów w latach 1939–1941 . W lutym 1962 roku zostały częściowo zmapowane, a szczegółowe mapy zostały sporządzone przez United States Geological Survey w 1965 roku . 